# Falko von Falkenhayn

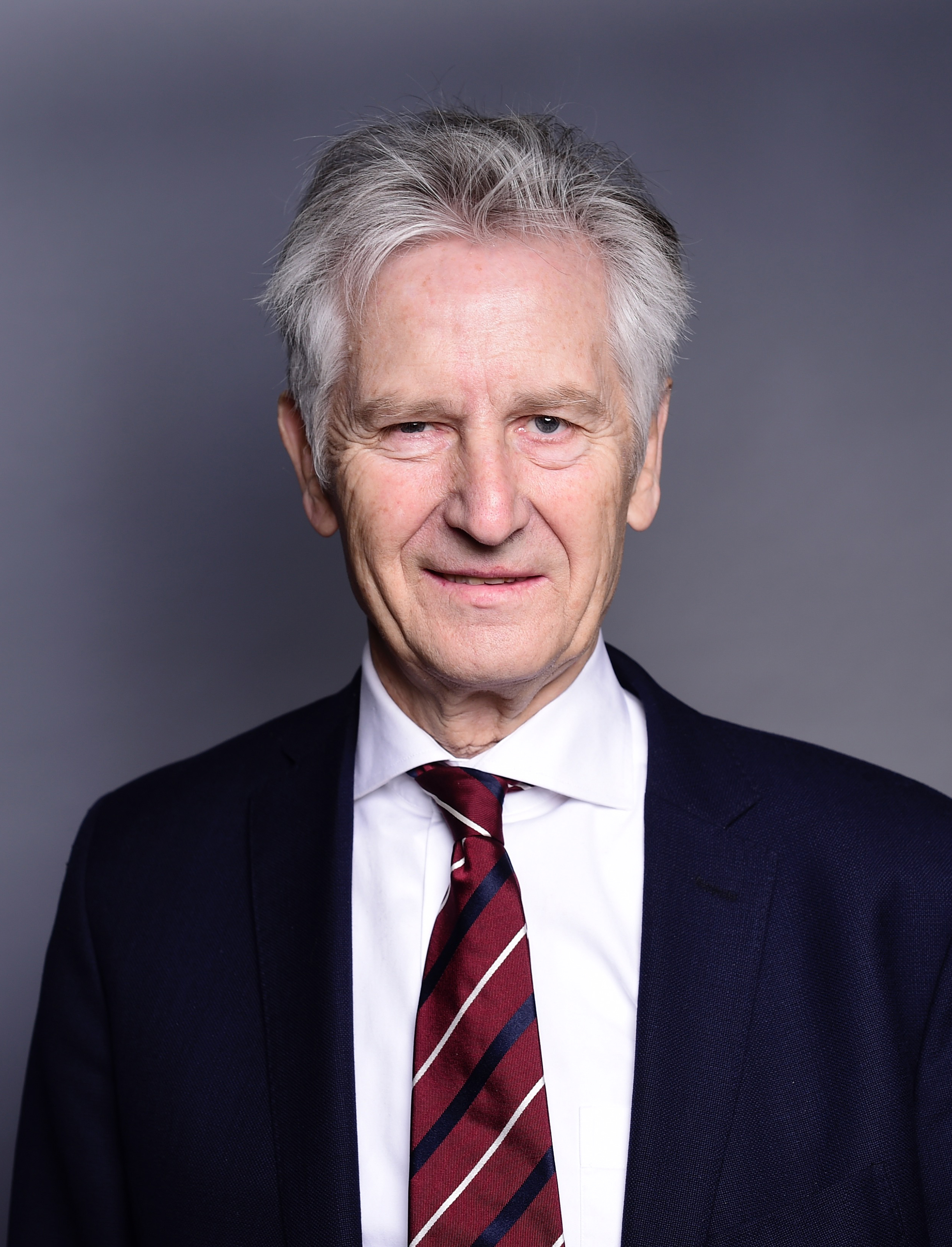
Falko von Falkenhayn 2016

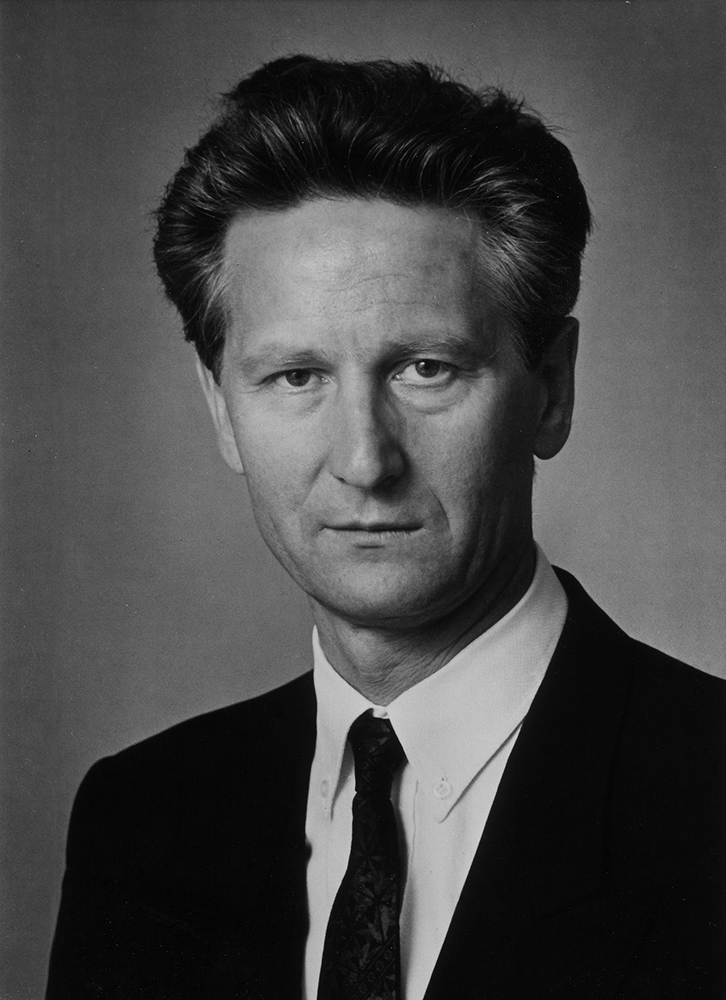
Falko von Falkenhayn als Mitglied des Vorstandes der Deutschen Lufthansa AG, 1989

Falko von Falkenhayn, (* 1940 in Berlin) ist ein deutscher Manager und Diplom-Volkswirt. Er promovierte 1969 in Philosophie an der Johannes Gutenberg-Universität Mainz.

## Leben
Seine beruflichen Schwerpunkte waren Marketing und Vertrieb. Nach Stationen als Projektmanager bei Unilever und der Braun AG wechselte er zur Robert Bosch GmbH in Stuttgart, wo er 1977 als Marketingleiter im Geschäftsbereich Kraftfahrzeugersatzteile (After Sales Business) startete. Später wurde er Abteilungsdirektor (1980) für zentrale Vertriebsfragen der Handelsprodukte von Bosch. Weitere berufliche Stationen waren Bereichsleiter für Zentrales Marketing bei der BMW AG in München (1984), Vorstand bei der Lufthansa in Frankfurt am Main und Köln (Juli 1989) und Vorstand bei der Deutschen Klassenlotterie in Berlin sowie ebenfalls Vorstand bei der Stiftung Deutsche Klassenlotterie Berlin (1993).
Darüber hinaus war er Mitglied und Vorsitzender des Aufsichtsrats verschiedener Unternehmen: Aufsichtsrat bei der Centro, der ALVG Anlagenvermietung GmbH, Lufthansa Commercial Holding (LCH) (stv. Vorsitzender), Start Datentechnik, Lufthansa CityLine, Vorsitzender des Aufsichtsrats bei der Lufthansa Design Center GmbH und bei AirPlus. Außerdem war er als Unternehmensberater in Polen, Ungarn, Rumänien und Russland tätig.
Falko von Falkenhayn war auch als Dozent aktiv und hat verschiedene ehrenamtliche Aufgaben übernommen. Bereits während seiner Promotionszeit unterrichtete er als wissenschaftlicher Assistent. Ab den neunziger Jahren dozierte er am Deutschen Journalistenkolleg der Freien Universität Berlin und ab 2007 am Institute of Technology der Technischen Hochschule Wildau (FH). 2010 wurde er Honorarprofessor an der TH Wildau. In 2013 wurde er als Anerkennung für seinen ehrenamtlichen Einsatz bei der Diakonie Berlin-Brandenburg-Schlesische-Oberlausitz mit der Johann-Hinrich-Wichern-Plakette geehrt.

## Sonstige Aktivitäten
- 1995–2005: Beiratsmitglied des Vereins Berliner Kaufleute und Industrielle e.V. (VBKI)
- 1999–2006: Mitglied der Medienkommission des DSB (DEUTSCHER SPORTBUND)
- 1999–2010: Gastdozent am Internationalen Journalisten-Kolleg „Journalisten International“ des Instituts für Publizistik und Kommunikationswissenschaft der Freien Universität Berlin.
- 2000–2004: Präsident des Marketing-Clubs Berlin e.V. Seit 2005 Ehrenmitglied
- 2001–2005: Leiter der Arbeitsgruppe „Wirtschaft und Ethik“ des VBKI
- 2005–2011: Kuratoriumsmitglied Diakonisches Werk Tempelhof-Schöneberg
- Seit 2005: Ehrenvorsitzender des Werbeausschusses des Deutschen Lotto- und Toto-Blocks.
- 2007–2011: Mitglied im Beirat „Europäischer Freundeskreis des Julius-Stern-Instituts der Universität der Künste Berlin e.V.“
- 2007–2012: Vorsitzender des Kuratoriums der „Stiftung Nächstenliebe“
- 2007–2015: Präsident SC 74 in München (Seniors Committee der staatlichen Lotterieunternehmen in Deutschland).
- 2008–2016: Präsident der „Casino-Gesellschaft-Berlin von 1786“, die sich dem Geist der Aufklärung und Toleranz verpflichtet sieht.
- 2010–2014: Mitglied im Beirat der „Ruck-Stiftung“.
- 2007–2023: Dozent am WIT (Wildau Institute of Technology), TH Wildau (FH).
- 2010: Ernennung zum Honorarprofessor an der Technischen Hochschule Wildau (FH).
- 2011–2022: Vorsitzender des Europäischen Freundeskreises des Julius-Stern-Instituts an der Universität der Künste Berlin e.V. Anschließend Ehrenvorsitzender.
- 2018–2020 Mitglied im „Business Angels Club Berlin-Brandenburg“ mit dem vorrangigen Ziel der Förderung von Start-ups der Region Berlin-Brandenburg.